# بهجت‌آباد (کوهپایه)
بهجت‌آباد (کوهپایه) روستایی در دهستان سیستان بخش سیستان شهرستان کوهپایه استان اصفهان ایران است.

## جمعیت
بر پایه سرشماری عمومی نفوس و مسکن در سال ۱۳۹۵ جمعیت این روستا ۱۲ نفر (۴خانوار) بوده‌است.